# Футбольный матч Нидерланды — Россия (2008)
Четвертьфинальный матч чемпионата Европы по футболу 2008 года между сборными Нидерландов и России состоялся 21 июня 2008 года на стадионе «Санкт-Якоб Парк» в швейцарском Базеле и завершился победой сборной России под руководством голландского тренера Гуса Хиддинка в дополнительное время со счётом 3:1. Судила матч словацкая бригада арбитров под руководством Любоша Михеля. Игроком матча был признан россиянин Андрей Аршавин.
Сборная Нидерландов была фаворитом матча по мнению большинства болельщиков, специалистов и букмекеров. Сборная России впервые в своей новейшей истории играла в плей-офф чемпионатов мира или Европы. Выход российской команды в полуфинал был отмечен массовыми гуляньями в России и других странах мира. Этот матч считается одной из лучших игр сборной России. Матч выдался весьма зрелищным — за 120 минут команды нанесли по воротам друг друга более 50 ударов. Для Марко ван Бастена этот матч стал последним в должности главного тренера сборной Нидерландов — после чемпионата Европы он возглавил амстердамский «Аякс».

## Путь к четвертьфиналу

### Нидерланды
Сборная Нидерландов по итогам жеребьёвки попала в группу C вместе с чемпионами мира сборной Италии, вице-чемпионами сборной Франции и сборной Румынии. Именно эта группа считалась сильнейшей на турнире и называлась «группой смерти». Букмекерами голландцы назывались «теневым» фаворитом, одной из команд, способных побороться за чемпионство, но главным претендентом не являясь.
Первый матч голландцы играли со сборной Италии. Матч завершился разгромной победой будущего соперника россиян со счётом 3:0. Голы у голландцев забивали Руд ван Нистелрой, Уэсли Снейдер и Джованни ван Бронкхорст.
В прошедшем 13 июня матче с французами наставник «оранжевых» Марко ван Бастен не стал менять победный состав, и на поле у голландцев вышли те же футболисты, что и в матче с Италией. Итог матча показал, что тренер не прогадал — сборная Нидерландов показала сильную игру, добившись, как и в прошлом матче, разгромной победы, на этот раз со счётом 4:1. По ходу матча французы владели преимуществом, но голландцы уверенно действовали на контратаках. Хороший матч провёл Эдвин ван дер Сар, отбивший несколько опасных ударов. Обыграв двух финалистов чемпионата мира с общим счётом 7:1, голландцы набрали 6 очков и обеспечили себе выход в плей-офф.
В последнем третьем матче сборная Нидерландов играла с румынской командой. «Оранжевые» обеспечили себе выход в следующий раунд, и ван Бастен мог позволить лидерам команды отдохнуть, выпустив дублирующий состав, который всё равно оказался сильней сборной Румынии. Во втором тайме по мячу забили ван Перси и Хюнтелар. В итоге голландцы заняли первое место в группе, завершив групповой этап со 100-процентным результатом, набрав 9 очков в 3 матчах.
|    | Команда    | И | В | Н | П | ГЗ | ГП | +/- | Очки |
| -- | ---------- | - | - | - | - | -- | -- | --- | ---- |
| 1. | Нидерланды | 3 | 3 | 0 | 0 | 9  | 1  | +8  | 9    |
| 2. | Италия     | 3 | 1 | 1 | 1 | 3  | 4  | −1  | 4    |
| 3. | Румыния    | 3 | 0 | 2 | 1 | 1  | 3  | −2  | 2    |
| 4. | Франция    | 3 | 0 | 1 | 2 | 1  | 6  | −5  | 1    |

### Россия
В квартет D вместе с россиянами попали сборные Испании, Швеции и триумфаторы предыдущего чемпионата сборная Греции. Испанцы являлись главными фаворитами группы, шансы трёх других команд оценивались примерно одинаково, букмекерские конторы относили их к середнякам первенства (интересно, что шведы и испанцы вышли на чемпионат Европы из одной отборочной группы, где в итоге сильнее были испанцы, а в личных встречах команды обменялись домашними победами).
10 июня сборная России провела свой первый матч на турнире, итогом которого стало разгромное поражение россиян со счётом 1:4. Единственный мяч в ворота испанцев при счёте 0:3 забил Роман Павлюченко.
Следующий матч россияне проводили со сборной Греции. Судьбу поединка решил точный удар Константина Зырянова на 33-й минуте после паса Сергея Семака через себя, обеспечивший России минимальную победу 1:0. Греки тем самым потеряли шансы на выход из группы, а россияне сравнялись по очкам со сборной Швеции, и судьбу второй путёвки в плей-офф (первую обеспечила себе Испания) должен был решить очный поединок этих команд. Россиян в нём устраивала только победа.
Матч России и Швеции в Инсбруке состоялся 18 июня и завершился победой россиян со счётом 2:0. Лидеры шведов Златан Ибрагимович, Фредрик Юнгберг, Хенрик Ларссон ни разу не сумели поразить ворота Игоря Акинфеева, хотя имели ряд хороших возможностей (в первом тайме после удара головой Ларссона мяч попал в перекладину). Весомую роль в успехе российской сборной сыграл отбывший двухматчевую дисквалификацию за удаление в последнем отборочном матче против Андорры Андрей Аршавин, забивший второй мяч и признанный лучшим игроком матча. Первый мяч был забит Романом Павлюченко с передачи Анюкова (Павлюченко также попал в перекладину в первом тайме). Победа над шведами позволила сборной России обеспечить себе второе место в группе и впервые за 20 лет выйти в плей-офф чемпионата Европы.
|    | Команда | И | В | Н | П | ГЗ | ГП | +/- | Очки |
| -- | ------- | - | - | - | - | -- | -- | --- | ---- |
| 1. | Испания | 3 | 3 | 0 | 0 | 8  | 3  | +5  | 9    |
| 2. | Россия  | 3 | 2 | 0 | 1 | 4  | 4  | 0   | 6    |
| 3. | Швеция  | 3 | 1 | 0 | 2 | 3  | 4  | −1  | 3    |
| 4. | Греция  | 3 | 0 | 0 | 3 | 1  | 5  | −4  | 0    |

## Предматчевый расклад

### История встреч
Сборные Нидерландов и России встречались во второй раз в своей истории. Первая игра прошла 7 февраля 2007 года в Амстердаме и завершилась уверенной победой хозяев поля со счётом 4:1 (Бабел, Снейдер, Матейсен, ван дер Варт (пен.) — Быстров). Все голы в том товарищеском матче были забиты во втором тайме начиная с 68-й минуты.
Сборная СССР, преемницей которой стала сборная России, встречалась с командой Нидерландов шесть раз. В этих шести матчах трижды побеждали «оранжевые», две победы было на счету советской команды, и один раз команды сыграли вничью. Наиболее памятными стали две встречи Нидерландов и СССР в рамках чемпионата Европы 1988 года в ФРГ. В первом матче группового турнира, прошедшем 12 июня в Кёльне, сборная СССР победила со счётом 1:0 благодаря точному удару на 53-й минуте, нанесённому с левого фланга Василием Рацем. Обе команды затем вышли из группы, преодолели стадию полуфинала, и 25 июня сошлись в финальном матче на мюнхенском Олимпийском стадионе. В первом тайме на 35-й минуте счёт ударом головой открыл Рууд Гуллит. Во втором тайме на 55-й минуте свой знаменитый мяч забил Марко ван Бастен — форвард с лёта нанёс навесной удар с правого угла вратарской в дальний верхний угол через руки Рината Дасаева (на официальном сайте Евро-2008 болельщики выбрали этот гол лучшим из забитых с лёта в истории чемпионатов Европы). На 73-й минуте Ханс ван Брёкелен отразил пенальти, пробитый советским нападающим Игорем Белановым. Голландцы выиграли 2:0 и впервые в истории стали чемпионами Европы. Этот титул остаётся единственным для команды Нидерландов на чемпионатах мира и Европы.
На следующем чемпионате Европы 1992 года в Швеции сборная СНГ, пришедшая на смену команде СССР, вновь оказалась в одной группе с голландцами. В первом матче команда СНГ сыграла вничью 1:1 с действующими чемпионами мира немцами, и 15 июня 1992 года в Гётеборге встретилась с командой Ринуса Михелса. Матч запомнился тем, что 22-летний Виктор Онопко практически «выключил» из игры знаменитого капитана сборной Нидерландов Рууда Гуллита, который был заменён на 71-й минуте. Матч закончился нулевой ничьей, а следующий раз команды встретились лишь через 15 лет в товарищеском матче в Амстердаме.

### Болельщики
По разным данным, в 170-тысячный Базель приехали 100—180 тысяч болельщиков сборной Нидерландов, около четверти из них попало на стадион. Остальные наблюдали за матчем в специальных фан-зонах, где были установлены большие мониторы, транслировавшие матч в прямом эфире. Голландские болельщики, как правило, были одеты в оранжевые футболки, и Базель, по словам очевидцев, был похож на «оранжевое море».
Россиян в Базеле было значительно меньше — около 5—6 тысяч. Это объяснялось тем, что большинство болельщиков сборной России имело «пакет» билетов только на матчи группового этапа, проходившие в Австрии, а затем планировало вернуться домой, так как сроки шенгенских виз (в том числе специальных виз «Евро 2008», по которым можно было посещать и Австрию, и Швейцарию) истекали после окончания группового этапа; кроме того, «пакет» обычно включал гостиницу и обратный чартер на дату отъезда после окончания группового этапа без возможности переноса места и даты вылета. После неожиданного выхода сборной России в плей-офф многие решили не менять свои планы, даже несмотря на то, что власти Швейцарии оперативно решили вопрос с визой для россиян и разрешили въезд по просроченным визам на несколько дней при наличии билетов на матч с Нидерландами. В Москве швейцарское посольство оформляло визы россиянам за сутки и даже быстрее. Сложность состояла также в том, что билеты на четвертьфинальный матч в Австрии (где проживало большинство российских болельщиков) до матча можно было приобрести только в «Русском доме» в Зальцбурге. В день матча добравшиеся до Базеля болельщики также могли приобрести билеты при предъявлении российского паспорта в местной гостинице Ramada Le Plaza, где остановилась сборная России, приехавшая из австрийского Леоганга (все три матча группового этапа Россия играла в Австрии). Из российской квоты в 5800 билетов (по другим данным — 6500) около 1000 остались нераспроданными, что вызвало недовольство УЕФА, так как российская сторона ещё за несколько дней до матча сообщила УЕФА, что свободных билетов на матч у неё не осталось. В итоге даже на многих секторах стадиона, куда билеты продавались только по российским паспортам, преобладали болельщики сборной Нидерландов, некоторые из которых сумели приобрести билеты у россиян.

### Состояние и шансы команд перед игрой
Сборная Нидерландов являлась фаворитом матча. Авторитетная букмекерская контора William Hill оценила шансы россиян на победу в основное время коэффициентом 5 против 1,7 на победу Нидерландов (чем ниже коэффициент, тем вероятнее событие, по мнению букмекеров). На ничью в основное время можно было поставить с коэффициентом 4. На победу в чемпионате Европы у России перед игрой с Нидерландами по мнению той же конторы William Hill были самые низкие шансы из всех оставшихся к тому времени команд — 15 к 1. Коэффициент на победу голландцев на Евро-2008 составлял 4,33, ниже (то есть их победа рассматривалась как наиболее вероятная) он был только у немцев. Согласно голосованию болельщиков на популярном интернет-портале Yahoo! Sports перед началом четвертьфинальных матчей 41 % из них считал Нидерланды главным фаворитом всего чемпионата Европы, сборные Германии и Португалии набрали по 15 %, россиянам же отдали предпочтение лишь 2 % проголосовавших.
Бывший голкипер сборной Нидерландов, чемпион Европы 1988 года Ханс ван Брёкелен заявил, что шансы России на выход в полуфинал — 35-40 %. Среди российских футболистов он выделил Жиркова, Семака, Зырянова и Аршавина. Известный итальянский тренер Арриго Сакки перед матчем сказал, что команда Хиддинка на чемпионате Европы напоминает ему сборную СССР конца 1980-х под руководством Валерия Лобановского. Сборная же Нидерландов под руководством ван Бастена напомнила Сакки «Милан» в те времена, когда он сам его возглавлял. Футболисты сборной Нидерландов Йорис Матейсен и Найджел де Йонг выразили полную уверенность в своей победе. В другом интервью Матейсен заявил, что не считает Голландию фаворитом в этом матче. Известный советский футболист Александр Бубнов перед началом матча рассматривал Голландию как главного фаворита всего чемпионата. Бывший советский и украинский футболист, вице-чемпион Европы 1988 года Олег Кузнецов заявил, что ожидает равной игры. Известный российский футбольный тренер Юрий Сёмин считал фаворитом матча Голландию, так как там «гораздо больше звёзд, которые в одиночку могут решить исход матча». Немецкая газета Bild писала, что никакой другой тренер не знает «оранжевых» столь хорошо, как Хиддинк, тренировавший сборную своей страны в 1995—1998 годах и выведший её в полуфинал чемпионата мира во Франции.
К плюсам голландцев относился более высокий класс их команды и более длительный отдых — россияне проводили матч со Швецией на день позже, чем голландцы — с румынами, к тому же в поединке с Румынией основные игроки команды ван Бастена не играли. В итоге получалось, что лидеры «оранжевых» отдыхали около недели, в то время как россияне — три дня. Голландцы, которых после двух разгромных побед над финалистами чемпионата мира стали называть главными фаворитами Евро, показывали зрелищную игру. «По моему мнению, наш соперник по четвертьфиналу — сильнейшая команда на турнире»,— заявил полузащитник сборной России Андрей Аршавин. За два дня до игры в семье защитника голландцев Халида Буларуза произошло несчастье — его жена при родах потеряла ребёнка. Несмотря на трагедию, Буларуз заявил, что примет участие в предстоящем матче.
Сборная России плохо начала чемпионат, но к концу группового этапа сумела найти свою игру. По мнению экспертов, россияне, самая молодая команда на турнире, должны были играть в быстрый футбол. Голландцы, несмотря на свою силу, являлись для них удобным соперником — играя в атакующий футбол, они уделяли не такое большое внимание обороне и могли позволить российской команде играть на контратаках. Главный тренер сборной России — голландец Гус Хиддинк, тренировавший в 1994—1998 годах сборную Нидерландов, перед матчем заявил, что «надеется стать очень большим предателем для Голландии». Он подтвердил также, что «оранжевые» — фаворит предстоящего матча. На послематчевой пресс-конференции Хиддинк рассказал, что после матча со Швецией россияне «провели лишь две восстановительные тренировки и несколько тактических занятий».
За несколько дней до игры на стадионе «Санкт-Якоб Парк» полностью заменили газон в связи с дождями и «особой» нагрузкой в предыдущих матчах. После тренировки за день до матча капитан сборной России Сергей Семак остался недоволен газоном.

## Матч

### Составы
Хиддинк сделал только одно изменение в стартовом составе, по сравнению с матчем против шведов — на левом фланге Динияра Билялетдинова сменил Иван Саенко. В нападении у россиян играл Роман Павлюченко, которого поддерживал Андрей Аршавин. Связка центральных защитников Сергей Игнашевич — Денис Колодин, на флангах играли Жирков и Анюков. В центре поля действовали Семак, Зырянов и Семшов.
Ван Бастен вернул отдыхавших в матче с Румынией лидеров и выставил состав, идентичный разгромившему 13 июня сборную Франции. 4 защитника, 2 опорных полузащитника (де Йонг и Энгелар), на острие атаки — ван Нистелрой. Нападающего мадридского «Реала» поддерживали Уэсли Снейдер, Рафаэл ван дер Варт и Дирк Кёйт.
Голландцы выступали в оранжевых футболках, трусах и гетрах (форма — Nike), россияне — во всём белом (также Nike).

### Отчёт о матче
Матч начался 21 июня 2008 года в 20:45 по центральноевропейскому времени. Это был пятый матч чемпионата Европы, проводившийся на «Санкт-Якоб Парке», но и россияне, и нидерландцы играли здесь впервые. На матче присутствовало 38 374 болельщика. Сборная Нидерландов вышла на игру с траурными повязками в память о скончавшейся дочери Халида Буларуза. Температура воздуха — 28 °C, влажность — 48 %, ветер — 5 км/ч (по данным трансляции).
Подопечные Хиддинка завладели инициативой на старте поединка, и Жирков заставил вступить в игру голкипера Эдвина ван дер Сара уже на шестой минуте прицельным выстрелом со штрафного удара. Через две минуты Павлюченко бросил в прорыв по правому флангу Семшова, а сам побежал в штрафную замыкать подачу полузащитника сборной России и московского «Динамо», но не попал в цель, пробив головой. Нидерланды ответили «выстрелом» Снейдера на 19-й минуте, но под мяч бросился Игнашевич. Через семь минут из-за пределов штрафной с левой ноги Орландо Энгелар пробил рядом со штангой, а Ойер немного не успел подставить ногу.
На исходе получаса игры ван Нистелрой лишь на мгновение не успел на дальней штанге к подаче ван дер Варта со штрафного. В ответной контратаке Аршавин, получив передачу от Семака, из-под Ойера закручивал мяч в дальний угол, но ван дер Сар, вытянувшись в прыжке, сумел кончиками пальцев перевести мяч на угловой. После подачи от углового флажка мяч отскочил к Колодину, который мощно пробил с 30 метров, однако вратарь сборной Нидерландов снова оказался на высоте. Почувствовавший вкус к ударам Колодин тут же «выстрелил» с ещё более дальней дистанции — мяч «просвистел» над перекладиной. На другой половине поля ван Нистелрой ушёл от опеки защитников и пробил низом, но Игорь Акинфеев был начеку. В самом конце тайма неудачно сыграл Колодин, под давлением Кёйта отдавший мяч на ногу ван дер Варту, который бил с 20 метров, но Акинфеев отвёл угрозу.
Второй тайм начался с удара вышедшего на замену форварда лондонского «Арсенала» и сборной Нидерландов Робина ван Перси, а затем Аршавин пробил со штрафного, после которого мяч пролетел в сантиметрах от дальней «девятки». На 56-й минуте россияне провели голевую комбинацию. Семак перехватил в центре поля неточную дальнюю передачу Ойера и отдал мяч Аршавину, который попытался обыграть Ойера, а затем отдал мяч на левый фланг Семаку, который одним касанием прострелил в штрафную, где набегавший Павлюченко на долю секунды опередил Йориса Матейсена и с ходу переправил мяч в сетку — 1:0. Тут же неплохой момент упустил Саенко, пробивший рядом со штангой. На 70-й минуте Анюков сыграл в «стенку» с Павлюченко и вышел один на один с ван дер Саром, но угол был острый, и голкипер парировал удар защитника питерского «Зенита» и сборной России. Вскоре ван Перси запустил мяч на трибуну с опасного штрафного, назначенного в 17 метрах от ворот.
Время уходило, а сборная России практически не подпускала соперников к штрафной. Ван Бастен выпустил защитника Джона Хейтингу и полузащитника Ибрагима Афеллая. Голландцы прибегли к дальним ударам — дважды к успеху был близок Снейдер, а один раз Акинфеев спас команду после удара ван дер Варта. На 77-й минуте после неудачного паса назад Матейсена мяч перехватил Павлюченко и пытался перебросить его через ван дер Сара, но голкипер сумел забрать мяч. Появившийся на поле Дмитрий Торбинский мог снять все вопросы по поводу исхода поединка, но не сумел как следует попасть по мячу с линии вратарской в борьбе с Матейсеном после опасного прострела Жиркова. Голландцы сумели отыграться за четыре минуты до конца. Подачу Снейдера со штрафного, назначенного за игру рукой Павлюченко на своей половине поля, чётко замкнул ван Нистелрой, выигравший верховую борьбу у Игнашевича — 1:1. А на второй добавленной минуте второго тайма Денис Колодин получил вторую жёлтую карточку от Любоша Михеля, которая тут же превратилась в красную. Россияне указали Михелю на помощника, сигнализировавшего о том, что мяч успел пересечь лицевую линию, и словацкий арбитр, посоветовавшись с помощником, отменил вторую жёлтую карточку Колодину. После матча УЕФА признала, что Михель правильно отменил карточку Колодину.
В первой дополнительной 15-минутке команда Хиддинка завладела преимуществом. На 96-й минуте Аршавин пробил выше ворот из выгодной позиции, а через минуту Павлюченко угодил в перекладину. Удар Торбинского с шести метров после отличного прохода Аршавина получился слишком слабым, после чего удар со штрафного Колодина вышел чуть неточным. В начале второго дополнительного тайма Джон Хейтинга толкнул в спину Жиркова в штрафной и наступил ему на ногу, но судья не назначил пенальти. Через две минуты Жирков прошёл до самой вратарской и от лицевой линии прострелил немного назад, где не успел замкнуть передачу Торбинский.
И всё же во втором добавленном тайме Торбинский с метра буквально «внёс» мяч в сетку ворот голландской команды, после того как Аршавин от центральной линии прошёл по левому флангу и в борьбе с Ойером исполнил навес на дальнюю штангу — 2:1. Через три минуты после гола Торбинского Анюков, с правого фланга вводя в игру мяч из-за боковой линии, вбросил его в штрафную голландцев, где мяч принял Аршавин, ушёл от Ойера, и с угла вратарской мощно пробил. Мяч задел ногу Хейтинги, немного изменил направление и залетел в ворота между ног ван дер Сара — 3:1. Попытки голландцев отыграться ни к чему не привели, а Россия не ослабляла натиск: на последних минутах в атаку пошёл Дмитрий Торбинский, которого смог остановить Найджел де Йонг, перехватив мяч. Но приблизительно через 30 секунд арбитр Любош Михел своим свистком объявил о завершении игры и победе России со счётом 3:1.
Впечатляющую поддержку футболистам сборной России оказали российские болельщики; даже несмотря на то, что их было в несколько раз меньше, чем голландских, они сумели «перекричать» поклонников «оранжевых». Корреспондент голландской газеты AD Sportwerer отметил, что «у вас (в России) болельщики больше любят футбол».
Несмотря на мирное настроение в городе, полиция Базеля всё же арестовала после матча 50 фанатов. Представитель полиции Базеля заявил, что большая часть арестов была проведена в результате стычек между болельщиками соперничавших сборных, были отмечены также «разборки» расстроенных голландских фанов друг с другом. Пятнадцать задержанных оказались швейцарцами.
- '3. После навеса с левого фланга головой по воротам в борьбе с Жирковым бьёт Кёйт — мяч уходит намного выше и в сторону
- '6. У левого угла своей штрафной ван Бронкхорст сбивает Аршавина. Жирков бьёт со штрафного в ближний угол — ван дер Сар в броске переводит мяч на угловой.
- '7. После подачи углового Зыряновым Энгелар выносит мяч на ногу Колодина, тот бьёт с 25 метров правой ногой, мяч рикошетит от Кёйта и вновь уходит на угловой.
- '8. Семшов с правого фланга навешивает в центр штрафной, Павлюченко с девяти метров бьёт головой, и мяч уходит на метр выше ворот.
- '10. Энгелар из центра поля забрасывает мяч в штрафную на ван дер Варта, но того на выходе опережает Акинфеев.
- '17. С правого фланга со штрафного навешивает ван дер Варт — точно в руки Акинфеева.
- '19. На линии штрафной площади россиян ван Нистелрой из центра скидывает головой мяч налево, Снейдер уходит от подката Анюкова, входит в штрафную и бьёт с 12 метров внешней стороны стопы в дальний угол, но Игнашевич успевает заблокировать удар. Мяч отскакивает к ван Бронкхорсту, тот бьёт с хода из-за пределов штрафной, но намного выше ворот.
- '22. Анюков с правого фланга навешивает мяч в центр штрафной — Аршавин немного не успевает замкнуть передачу защитника.
- '23. Буларуз сбивает Жиркова в 10 метрах от правого угла своей штрафной. Зырянов со штрафного делает невысокий навес к линии вратарской, голландцы выносят мяч.
- '24. К середине первого тайма 54 % времени мячом владеет сборная России.
- '26. Ван дер Варт подаёт угловой справа, после борьбы в штрафной мяч отскакивает к Энгелару, голландец с линии штрафной с хода бьёт левой ногой в направлении дальнего угла ворот, Семшов промахивается мимо мяча, Ойер пытается подставить ногу, но неудачно — мяч, никого не задев, уходит за лицевую линию.
- '29. Колодин сбивает ван Нистелроя у самой боковой линии. Ван дер Варт левой ногой с правого фланга закручивает мяч со штрафного в сторону ворот — сначала де Йонг опережает Игнашевича, но на линии вратарской не дотягивается до мяча головой, затем уже во вратарской в двух метрах от ворот ногой немного не успевает замкнуть навес ван Нистелрой. В итоге мяч, никого не задев после навеса, проходит в полуметре от правой штанги ворот россиян.
- '31. Буларуз входит в штрафную справа, простреливает, и мяч выбивает Колодин. Тут же с правого фланга на линию вратарской навешивает Снейдер, на этот раз головой разряжает обстановку Анюков.
- '31. Россияне организуют первую опасную быструю контратаку в матче. На своей половине поля Аршавин отбирает мяч у Энгелара, Семшов из центрального круга пасует налево Семаку, тот накоротке отдаёт мяч Аршавину, Андрей доходит почти до угла вратарской площади, раскачивает ложными движениями Ойера и наносит обводящий удар в дальний угол — ван дер Сар в броске кончиками пальцев переводит мяч на угловой.
- '32. После подачи углового голландцы выбивают мяч из штрафной, его подбирает Колодин и с 34 метров по центру ворот наносит мощный удар под перекладину — ван дер Сар в прыжке переводит мяч над воротами. Слева угловой подаёт Жирков, голландцы со второй попытки выбивают мяч из штрафной, его подбирает Игнашевич и пасует назад в центральный круг Денису Колодину. Денис немного продвигается вперёд и с 40 метров наносит с правой ноги сильнейший удар по воротам — мяч пролетает немного выше перекладины.
- '34. С правого фланга мяч забрасывают в штрафную на выход Саенко, но того опережает ван Бронкхорст и в падении головой сбрасывает мяч своему вратарю.
- '35. На левом фланге Зырянов пасует вперёд Аршавину, тот ускользает от Буларуза и от лицевой линии навешивает к 11-метровой отметке — Энгелар сильно выбивает мяч в аут.
- '36. Зырянов получает мяч в 25 метрах по центру ворот, пасует налево врывающемуся в штрафную Жиркову, но того в последний момент опережает вернувшийся назад Снейдер, выбивая мяч на угловой.
- '37. Ван Нистелрой получает мяч на линии штрафной россиян, находясь спиной к воротам. Голландец разворачивается, обыгрывает Колодина, входит справа в штрафную и бьёт в дальний угол — Акинфеев в падении отбивает мяч по центру штрафной, Анюков выбивает мяч дальше, не дав ван дер Варту нанести ещё один удар по воротам.
- '38. Матейсен на своей половине поля от углового флажка в борьбе с Павлюченко выбивает мяч к центру, его подхватывает Семак и, немного продвинувшись, бьёт по воротам метров с 25-ти — намного в сторону.
- '40. Зырянов сбивает ван дер Варта в 35 метрах от своих ворот по центру. Со штрафного сам пострадавший навешивает мяч на линию вратарской, где до него немного не дотягивается головой де Йонг.
- '42. Зырянов забрасывает мяч в штрафную, Семшов на углу вратарской дотягивается до него, но всё же упускает за лицевую линию.
- '44. Колодин под давлением Кёйта пасует прямо на ногу ван дер Варту, находящемуся в 2 метрах от линии штрафной россиян. Голландец вторым касанием мощно бьёт с левой ноги прямо по центру ворот — Акинфеев кулаками отбивает мяч.
- '45+1. К первому тайму арбитр добавляет одну минуту. С левого фланга следует навес в штрафную на ван дер Варта, но тот не может пробить в борьбе с двумя защитниками россиян.

- В перерыве ван Бастен меняет Кёйта на ван Перси.
- '46. Ван дер Варт с линии штрафной в касание пасует ван Перси, тот с линии штрафной россиян и бьёт с лёта левой ногой – мимо.
- '49. В очередной раз ван дер Варт навешивает со штрафного в район линии вратарской, к мячу устремляются ван Нистелрой и де Йонг, но оба не успевают.
- '50. В центре поля Буларуз грубо бьёт сзади по ногам Аршавина. Михел показывает голландцу жёлтую карточку. Зырянов со штрафного пасует налево Жиркову, тот отдаёт мяч в штрафную голландцев на Аршавина, Андрей принимает мяч, но в жёстком стыке его отбирает Матейсен.
- '54. Хейтинга меняет Буларуза.
- '55. Ван Перси на своей половине поля, принимая мяч, выставляет руку и попадает по лицу Зырянову. Михел наказывает голландца жёлтой карточкой. Аршавин со штрафного с левого фланга бьёт в дальний угол – мяч проходит в полуметре от штанги.
- '56. Ойер выбивает мяч от своей штрафной к центру, где его перехватывает Семак и с лёта пасует налево Аршавину. Тот, приняв мяч, пытается сделать передачу вперёд, но мяч отскакивает от Ойера обратно к Аршавину. Тогда Андрей смещается в центр и пасует налево подключившемуся к атаке Семаку. Сергей в одно касание левой ногой пасует в штрафную, где набегающий Павлюченко, опередив Матейсена, с 8 метров левой ногой вколачивает мяч в ближний угол ворот. Россия выходит вперёд — 1:0.
- '58. Аршавин, получив мяч в центральном круге, проходит с ним 20 метров и пасует направо Саенко, тот обыгрывает ван Бронкхорста, входит в штрафную и бьёт в ближний угол – мимо.
- '60. Ван Бронкхорст в борьбе за верховой мяч толкает в спину и голову Саенко, Михел останавливает игру. Ван дер Варт пытается оспорить решение арбитра и получает за это жёлтую карточку. Третье предупреждение игрокам сборной Нидерландов за 10 минут. У Саенко идёт кровь из носа.
- '61. Ван дер Варт получает мяч недалеко от линии штрафной россиян, разворачивается и пытается с 23 метров перекинуть мяч через Акинфеева. Вратарь забирает мяч.
- '62. Афеллай выходит на поле вместо Энгелара. Последняя замена у голландцев.
- '65. После подачи углового с правого фланга в борьбе с Жирковым головой по воротам бьёт ван Перси – рядом со штангой.
- '66. После скидки ван Перси удар по воротам с хода с 24 метров наносит Афеллай – мяч попадает в Игнашевича.
- '67. У Хейтинги разбит в кровь подбородок, ему оказывают помощь за пределами поля.
- '68. На левом фланге в штрафную врывается Зырянов, и, обманув Ойера, пасует в центр на Павлюченко, но де Йонг в падении прерывает эту передачу, выбивая мяч на угловой.
- '69. Первая замена у россиян: Билялетдинов вместо Семшова.
- '70. Молниеносная атака россиян – Анюков в центральном круге перехватывает мяч, пасует направо Саенко, тот в одно касание играет на Павлюченко, форвард в касание забрасывает мяч в штрафную, где его принимает совершивший спурт Анюков и вторым касанием с острого угла бьёт по воротам – ван дер Сар подставляет руку, на добивание спешит Семак, но голкипер забирает мяч в руки со второй попытки.
- '70. Билялетдинов отбирает мяч у соперника и со своей половины поля пасует на левый фланг, где мяч совершенно один принимает Аршавин, входит в штрафную и почти от самой лицевой линии простреливает вдоль ворот – набегающему Саенко не хватает 2-3 шагов, чтобы замкнуть этот прострел.
- '71. Афеллай пасует на находящегося в 2 метрах от штрафной площади россиян ван Нистелроя, и того сбивает Колодин. Жёлтая карточка защитнику и штрафной по самому центру в 18 метрах от ворот. В стенке 6 россиян, у мяча Снейдер и ван Перси, последний бьёт с левой ноги – намного выше ворот.
- '73. Команды к этому моменту нанесли 30 ударов по воротам: 16 ударов – голландцы (4 - в створ), 14 ударов – россияне (5 - в створ).
- '73. Быстрая атака россиян: Аршавин пасует налево Билялетдинову, тот, пройдя почти до штрафной, пытается сделать пас Павлюченко, но мяч перехватывает де Йонг.
- '76. На правом фланге Афеллай оставляет мяч Снейдеру, тот бьёт левой ногой низом в дальний угол – мяч проходит в 3 метрах от ворот.
- '77. Ван дер Варт, сместившись из центра чуть левее, с 25 метров левой ногой бьёт по воротам – точно в руки Акинфеева.
- '77. Матейсен с линии своей штрафной головой сбрасывает мяч ван дер Сару, из-за спины защитника голландцев за мячом ускоряется Павлюченко, опережает вратаря и пытается перекинуть через него мяч, но вышедший из ворот ван дер Сар ладонями отводит угрозу и затем забирает мяч.
- '79. После розыгрыша углового у ворот голландцев Жирков из центра пасует налево в штрафную Семаку, тот доходит до лицевой линии и навешивает – мяч, скользнув по перекладине, уходит за ворота, судья показывает, что мяч пересёк линию ворот ещё при подаче.
- '80. Мяч в штрафной россиян получает подключившийся в атаку ван Бронкхорст, но Анюков отбирает у него мяч в 12 метрах от ворот.
- '80. Снейдер получает мяч в 30 метрах от ворот, продвигается вперёд и мощно бьёт правой ногой – мяч летит немного выше ворот.
- '81. Вторая замена в сборной России: Торбинский вместо Саенко.
- '82. Вновь Снейдер, получив мяч недалеко от штрафной россиян, разворачивается и с 23 метров мощно бьёт низом в угол ворот – мяч проходит в 1,5 метрах от штанги.
- '82. Опаснейшая атака сборной России. Аршавин в центральном круге отбирает мяч у ван дер Варта, тут же обыгрывает Хейтингу, продвигается вперёд и делает передачу немного левее в штрафную на выход Зырянову. Константин догоняет и останавливает мяч в метре от лицевой линии, ему противостоит де Йонг. Зырянов отходит с мячом назад, ближе к линии штрафной и неожиданно пасует в центр Билялетдинову, находящемуся в 11 метрах от ворот. Динияр останавливает мяч и вторым касанием накоротке отдаёт левее Жиркову, который врывается во вратарскую, под острым углом к воротам выходя один на один с ван дер Сааром. Голкипер бросается в ноги Жиркову, тот пасует назад и в центр на линию вратарской, где Матейсен лишь на мгновение опережает Торбинского, выбивая мяч на угловой.
- '85. Ван Перси с углового пасует на Снейдера, тот с правого угла штрафной левой ногой мощно бьёт в ближний угол, россияне вновь выбивают мяч на угловой.
- '86. Анюков на своей половине поля почти от углового флажка вбрасывает аут на Павлюченко, тот принимает мяч, но в борьбе с Матейсеном задевает его рукой. Михел назначает штрафной в сторону ворот россиян. Почти от боковой линии с левого фланга мяч на дальнюю штангу подаёт Снейдер, где ван Нистелрой опережает Игнашевича и в падении головой поражает нижний угол ворот Акинфеева. Нидерланды сравнивают счёт 1:1.
- '87. Жирков с углового на левом фланге пасует назад Аршавину, тот возвращает Юрию мяч, Жирков входит в штрафную и простреливает во вратарскую – Ойер выносит мяч.
- '90+1. Ко второму тайму арбитр добавляет 2 минуты. Ван дер Сар выбивает мяч от своих ворот через всё поле, и Колодин пытается отбить мяч от своей штрафной, но тот срезается с ноги и летит к лицевой линии, куда за ним устремляется Снейдер. Голландец догоняет мяч на самой линии, и тут Колодин в подкате сбивает его с ног. Михель незамедлительно показывает россиянину жёлтую карточку, а так как она у него уже вторая в матче, за ней следует и красная. Но помощник арбитра сигнализирует главному арбитру, что мяч всё же вышел за пределы поля от Снейдера, и Михель после консультации с помощником отменяет жёлтую и красную карточку Колодину.

Основное время заканчивается со счётом 1:1, а значит командам предстоит сыграть 2 дополнительных тайма по 15 минут.
- '91. Снейдер проходит с мячом со своей половины поля и бьёт левой ногой с линии штрафной – точно в руки Акинфеева.
- '93. Аршавин с дриблингом входит слева в штрафную площадь голландцев, раскачивает защитника и бьёт с правой ноги по центру ворот – ван дер Сар не сразу фиксирует мяч, но всё же успевает забрать его, не давая шанса набегающему Торбинскому.
- '93. Ван Нистелрой получает мяч от Снейдера в 27 метрах от ворот и спиной к ним. Голландец разворачивается, подрабатывает мяч и бьёт из-под Игнашевича и Колодина – немного выше крестовины.
- '95. Ван Перси смещается с правого фланг в центр, играет в стенку с ван Нистелроем и в борьбе с Зыряновым бьёт с 23 метров левой ногой – Акинфеев забирает мяч в ближнем углу после двойного рикошета от Зырянова и Игнашевича.
- '96. Аршавин получает мяч в 35 метрах от ворот голландцев по центру, перед ним только Ойер. Андрей продвигается вперёд, защитник голландцев пятится, россиянин после серии обманных движений подрабатывает мяч под правую ногу и с линии штрафной пытается обводящим ударом поразить ближнюю девятку – намного выше ворот.
- '97. Торбинский но своей половине поля отбирает мяч у соперника и из центрального круга пасует налево Павлюченко. Нападающий доходит до угла штрафной и из-под Ойера мощно бьёт в ближний угол — мяч ударяется в перекладину и по высокой дуге уходит за пределы поля.
- '98. Афеллай получает мяч от ван Нистелроя на левом фланге недалеко от угла штрафной россиян и мощно бьёт низом в ближний угол не доходя до штрафной – мимо.
- '99. Аршавин на правом фланге последовательно обыгрывает ван Бронкхорста и ван дер Варта, входит в штрафную и, почти дойдя до лицевой линии, пасует немного назад и в центр, где совершенно один в 9 метрах от ворот находится Торбинский, которого бросил опекать Матейсен. Дмитрий бьёт в касание, но удар получается слишком слабым, и ван дер Сар уверенно забирает мяч.
- '100. Хейтинга сбивает Аршавина в 31 метре от ворот немного левее центра. К мячу подходит Колодин и мощно бьёт в дальний верхний угол – мяч пролетает в полуметре от штанги.
- '103. Жирков на чужой половине поля жёстко толкает в спину принимающего мяч ван Перси, тот падает, Михел показывает россиянину жёлтую карточку.
- '107. Зырянов от центральной линии закидывает мяч почти к штрафной площади голландцев на Билялетдинова, тот входит в штрафную, но Матейсен оттесняет его ближе к угловому флажку. Россиянин накоротке отдаёт мяч Жиркову, тот на входе в штрафную обыгрывает Хейтингу и устремляется к воротам. Хейтинга толкает в спину Жиркова, почти дошедшего до угла вратарской, однако Михел предлагает футболистам продолжать игру.
- '108. Павлюченко в одно касание по центру пытается вывести Торбинского один на один, но защитник голландцев прерывает передачу, выбивая мяч. Тут же через 10 секунд Павлюченко уже с правого фланга простреливает в штрафную на Торбинского – немного неточно и мяч в руках у ван дер Сара.
- '109. Жирков с правого фланга пасует на линию штрафной голландцев Билялетдинову. Динияр выкатывает мяч в штрафную подключившемуся из глубины Зырянову, тот на скорости проскакивает мимо Ойера и ван Бронкхорста и от самой лицевой линии, уже войдя во вратарскую, пасует назад и в центр из-под бросившегося ему в ноги ван дер Сара. Но Торбинский немного не успевает на эту передачу, а догнавший мяч Павлюченко бьёт уже с острого угла, и мяч летит намного выше ворот.
- '111. В центральном круге Торбинский грубо сбивает ван дер Варта и получает жёлтую карточку. Россияне догоняют голландцев по количеству предупреждений.
- '111. Игнашевич в своей штрафной почти в упор сбрасывает мяч головой в руки Акинфеева, после чего вратарь на повышенных тонах спрашивает у защитника: «Зачем так играть головой?».
- '112. Россияне на своей половине поля благодаря коллективному прессингу отбирают мяч у ван Нистелроя, после чего следует передача Жиркова на Аршавина, находящегося на левом фланге на центральной линии. Андрей принимает мяч и начинает ускоряться к чужим воротам. Из центра к нему смещается Ойер, на линии штрафной голландец навязывает россиянину борьбу, но Аршавин доходит до самой лицевой линии и левой ногой делает навес из-под защитника голландцев. Мяч летит по высокой дуге почти над линией ворот, перелетает через пытающегося его достать ван дер Сара и опускается прямо у дальней штанги, где его настигает сделавший ускорение Торбинский и, опередив ван Бронкхорста, буквально заносит его в ворота левой ногой. Россия выходит вперёд — 2:1.
- '115. Третья замена у россиян: Сычёв вместо Павлюченко.
- '116. Сычёв получает мяч от Торбинского в 25 метрах от ворот, входит в штрафную и с острого угла из-под ван Бронкхорста мощно бьёт – выше перекладины. Ван дер Сар выбивает от ворот на Афеллая, который не может обработать мяч и упускает его в аут. С правого фланга на половине поля голландцев аут вбрасывает Анюков и закидывает мяч прямо в чужую штрафную, где, опередив голландских защитников, его принимает Аршавин, находясь под острым углом метрах в 12-ти от ворот. Андрей оставляет за спиной Ойера и почти с линии вратарской бьёт низом – Хейтинга успевает подставить ногу, но мяч, немного изменив направление, влетает в ворота между ног ван дер Сара. Россия ведёт со счётом 3:1. После гола Торбинского прошло 3 минуты и 7 секунд.
- '119. Недалеко от своей штрафной Зырянов фолит на ван Перси. Штрафной с 30 метров исполняет ван дер Варт и направляет мяч немного левее ворот.
- '120. В течение 5 секунд Ойер дважды на правом фланге предельно жёстко играет против Аршавина, однако штрафного не следует. Через 10 секунд после аута Ойер в третий раз встречает Аршавина, который падает на газон, на этот раз Михель фиксирует нарушение.
- '120+1. Ко второму дополнительному тайму арбитр добавляет 2 минуты.

### Детали матча
| Нидерланды        | 1:3 (0:1; 1:1) (доп. вр.) | Россия                                          |
| ----------------- | ------------------------- | ----------------------------------------------- |
| ван Нистелрой 86′ | отчёт                     | Павлюченко 56′ · Торбинский 112′ · Аршавин 116′ |

| Нидерланды | Россия |

| НИДЕРЛАНДЫ:      |    |                         |     |     |
|                  |    |                         |     |     |
| ВР               | 1  | Эдвин ван дер Сар (к)   |     |     |
| ЗЩ               | 21 | Халид Буларуз           | 50' | 54' |
| ЗЩ               | 2  | Андре Ойер              |     |     |
| ЗЩ               | 4  | Йорис Матейсен          |     |     |
| ЗЩ               | 5  | Джованни ван Бронкхорст |     |     |
| ПЗ               | 17 | Найджел де Йонг         |     |     |
| ПЗ               | 8  | Орландо Энгелар         |     | 62' |
| ПЗ               | 18 | Дирк Кёйт               |     | 46' |
| ПЗ               | 23 | Рафаэл ван дер Варт     | 60' |     |
| ПЗ               | 10 | Уэсли Снейдер           |     |     |
| НП               | 9  | Руд ван Нистелрой       |     |     |
| Замены:          |    |                         |     |     |
| НП               | 7  | Робин ван Перси         | 55' | 46' |
| ЗЩ               | 3  | Джон Хейтинга           |     | 54' |
| ПЗ               | 20 | Ибрагим Афеллай         |     | 62' |
| Главный тренер:  |    |                         |     |     |
| Марко ван Бастен |    |                         |     |     |

| РОССИЯ:         |    |                     |      |      |
|                 |    |                     |      |      |
| ВР              | 1  | Игорь Акинфеев      |      |      |
| ЗЩ              | 22 | Александр Анюков    |      |      |
| ЗЩ              | 4  | Сергей Игнашевич    |      |      |
| ЗЩ              | 8  | Денис Колодин       | 71'  |      |
| ЗЩ              | 18 | Юрий Жирков         | 103' |      |
| ПЗ              | 11 | Сергей Семак (к)    |      |      |
| ПЗ              | 17 | Константин Зырянов  |      |      |
| ПЗ              | 20 | Игорь Семшов        |      | 69'  |
| ПЗ              | 9  | Иван Саенко         |      | 81'  |
| НП              | 10 | Андрей Аршавин      |      |      |
| НП              | 19 | Роман Павлюченко    |      | 115' |
| Замены:         |    |                     |      |      |
| ПЗ              | 15 | Динияр Билялетдинов |      | 69'  |
| ПЗ              | 7  | Дмитрий Торбинский  | 111' | 81'  |
| НП              | 21 | Дмитрий Сычёв       |      | 115' |
| Главный тренер: |    |                     |      |      |
| Гус Хиддинк     |    |                     |      |      |

| Игрок матча: Андрей Аршавин Помощники судьи: Роман Слишко Мартин Балко Резервный судья: Массимо Бузакка | Регламент матча - 90 минут основного времени. - 30 минут овертайма в случае ничьей. - Послематчевые пенальти в случае ничьей после овертайма. - Максимум три замены. |

### Статистика матча
По статистике в телевизионной трансляции. На официальном сайте УЕФА данные несколько отличаются, в других источниках отдельные показатели также несколько варьируются (в частности, по данным газеты «Спорт-Экспресс»).
| Нидерланды | Показатель         | Россия |
| ---------- | ------------------ | ------ |
| 1          | Голы               | 3      |
| 28         | Удары по воротам   | 26     |
| 8          | Удары в створ      | 11     |
| 7          | Вратарские «сейвы» | 7      |
| 4          | Угловые            | 11     |
| 6          | Офсайды            | 4      |
| 53 %       | Владение мячом     | 47 %   |
| 75 %       | Точность передач   | 70 %   |
| 23         | Нарушения правил   | 27     |
| 3          | Предупреждения     | 3      |
| 0          | Удаления           | 0      |

## Реакция

### Россия

#### Гус Хиддинк
Главный тренер сборной России Гус Хиддинк на послематчевой пресс-конференции, в частности, отметил:

Возможно, меня переполняют эмоции и я сейчас не совсем объективен. Не исключаю, что после просмотра видеозаписи поменяю своё мнение. Но на данный момент считаю, что Россия полностью переиграла Голландию. И тактически, и физически, и технически — во всех аспектах. Это — замечательно, поскольку я знаю, насколько высок уровень возможностей моих земляков.

Несмотря на сильные положительные эмоции Хиддинк, нашёл и три повода для критики:

Во-первых, мы зарабатывали слишком много ненужных фолов. А после них пассивно действовали при стандартах у своих ворот. Упускали соперников, и один из штрафных ударов обернулся голом в наши ворота. И наконец, мы проводили много опасных атак, но их реализация была на невысоком уровне. Мы могли снять все вопросы о победителе задолго до финального свистка.

Хиддинк отметил Андрея Аршавина:

У него очень высокий уровень. Он знает, как играть против защитников, как обострить ситуацию в штрафной площади. Андрей — умный футболист. Он позволяет соперникам бежать рядом, но отобрать у него мяч почти невозможно! Природа щедро его наградила. Кроме того, у него сильный характер. Он победитель по натуре. И мне очень приятно работать вместе с ним.

Появление на поле Ивана Саенко Хиддинк объяснил желанием «нейтрализовать сильнейшее оружие соперника, которое, на мой взгляд, располагается на левом фланге голландцев. Поэтому на правый фланг выпустили Саенко, который очень грамотно действует тактически и силен физически. И Иван сыграл отлично».
На вопрос журналиста о предматчевом заявлении Хиддинка о желании стать «предателем года» для Голландии Хиддинк ответил, что пожалел об этой своей фразе: «„Предатель“ — очень негативное слово. Да, я счастлив, что обыграл сборную Голландии. Но это не предательство».

#### Футболисты сборной России
Андрей Аршавин, признанный УЕФА лучшим игроком матча, признался, что не ожидал, что у голландских игроков силы закончатся так быстро, а думал, что «оранжевые» заиграют в дополнительное время более воодушевлённо, после того как сравняли счёт в самом конце основного. Роман Павлюченко, открывший счёт в матче, отметил, что перед матчем была поставлена задача использовать свои козыри — молодость и быстроту передвижения. Роман отметил, что сборная России была на поле настоящей командой, где все бились друг за друга.

#### Народные гулянья
На улицах Москвы выход сборной России в полуфинал чемпионата Европы праздновало около 700 тысяч человек, несмотря на позднее время (игра закончилась около часа ночи по московскому времени). Многие болельщики запаслись пиротехникой, и на протяжении ночи в Москве можно было наблюдать самодельные фейерверки. Единый победный гул автомобилей был слышен по всему городу, а на Триумфальной площади даже прошёл своеобразный парад байкеров. Наиболее массовые гулянья были отмечены на Манежной площади, Пушкинской площади, Воробьёвых горах. На Тверской улице было полностью перекрыто движение. Как заявил начальник управления информации и общественных связей ГУВД Москвы Виктор Бирюков, обстановка была благожелательная, конфликтов между болельщиками и милицией не происходило. ГУВД Москвы поблагодарило болельщиков за соблюдение общественного порядка в городе.
Так же массово отметили победу сборной России жители различных городов страны — Новосибирска, Санкт-Петербурга, Самары, Махачкалы, Нижнего Новгорода, Волгограда, Саратова, Воронежа, Томска, Краснодара, Курска, Орла и других, а также жители Грузии, Молдовы и других стран СНГ.

#### Реакция в России
Президент России Дмитрий Медведев посчитал возможным «рассмотреть вопрос о предоставлении тренеру российской футбольной сборной Гусу Хиддинку российского гражданства».
Валерий Газзаев, возглавлявший сборную России в 2002—2003 годах, отметил блестящую игру российской сборной — и по результату, и по содержанию. Газзаев заявил, что «совокупность усилий тренерского штаба и игроков даёт такой результат. Была правильно спланирована подготовка, выбрана верная тактика».
По данным компании TNS, рейтинг телетрансляции матча составил 78,2 %, что сделало её одной из самой рейтинговых в истории российского телевидения. Для сравнения, доля трансляции матча Россия — Англия осенью 2007 года составила 42 %, а показ конкурса песни «Евровидение 2008», на котором победил Дима Билан, собрал 52 %.

### Нидерланды

#### Марко ван Бастен
До начала послематчевой пресс-конференции наставник сборной Нидерландов Марко ван Бастен зашёл в раздевалку сборной России, чтобы поздравить её с победой и пожелать удачи на турнире.
На пресс-конференции ван Бастен отметил, что «игра у нас не заладилась с первых минут». Ван Бастен сказал, что ему сложно найти причину этого, возможно, она кроется в «излишней нервозности». Ван Бастен добавил, что его команде ещё повезло, что россияне открыли счёт только во втором тайме:

Признаюсь: учитывая сценарий матча, нам повезло, что мы пропустили только во втором тайме. При счёте 0:1 сделали все, чтобы сравнять счёт. И в конце матча нам это удалось — после гола ван Нистелроя появилась небольшая надежда. В дополнительное время стало очевидно: нам не хватает сил. Четыре футболиста сильно устали и больше не могли выкладываться на сто процентов. Вынужден признать, что россияне с точки зрения «физики» выглядели сильнее.

Ван Бастен посчитал победу сборной России безусловно заслуженной. На вопрос об отсутствии в составе Арьена Роббена наставник голландцев сообщил, что тот за день до матча получил травму.
После чемпионата Европы сборную Нидерландов возглавил Берт ван Марвейк.

#### Футболисты сборной Нидерландов
Рафаэл ван дер Варт заявил после матча, что соперник заслуженно праздновал успех: «У России — великая команда. Надо отдать сопернику должное. Сегодня он был сильнее». Арьен Роббен, который не сумел принять участие в матче из-за травмы, признал, что поражение его команды было абсолютно «по делу», хотя сборная Нидерландов выложилась до конца. Роббен добавил, что россияне были сильнее физически. Робин ван Перси отметил, что Россия была лучше и имеет очень хорошие шансы на победу в чемпионате. Эдвин ван дер Сар сказал, что он готовился к серии пенальти, и второй гол россиян стал большим ударом. Ван дер Сар заявил также о завершении карьеры в сборной, однако всё же временно вернулся в национальную команду в октябре 2008 года во время отборочных матчей чемпионата мира 2010 года, проведя две игры в связи с травмами других ведущих голландских вратарей.

#### Реакция в Нидерландах
Знаменитый голландский футболист и тренер Йохан Кройф отметил, что сборная России сыграла выше всяких похвал. Известный в прошлом нидерландский тренер Ханс Край, возглавлявший амстердамский «Аякс», «Фейеноорд» и ПСВ, заявил в интервью NOS Radio, что «счёт отлично отражает соотношение сил. Россия была технически, тактически и физически лучше сборной Нидерландов».
Ночь после матча Нидерланды — Россия в большинстве голландских городов прошла спокойно. Болельщики из кафе и пабов разъехались и разошлись по домам. Только в городе Делфте произошли столкновения с полицией, во время которых расстроенные фанаты бросали камни в стражей порядка. Было произведено несколько арестов.

### Пресса и специалисты
Мировая пресса отмечала, что россияне победили в первую очередь благодаря своей отличной игре, а не ошибкам соперника. Французская «La Dépêche du Midi» писала, что сила российской сборной заставила замолчать не только нидерландскую сборную, но и всех нидерландских болельщиков на стадионе
Главный тренер сборной Испании Луис Арагонес через день после матча Россия — Нидерланды заявил, что у сборной России — сильнейшее нападение в мире. Он добавил, что в матче с голландцами россияне играли на высочайших скоростях и продемонстрировали потрясающую физическую готовность.
Голландские СМИ после матча отдали должное сборной России и Гусу Хиддинку. AD писала, что «Россия доминировала. Такие блестящие игроки, как Аршавин, создавали голевые моменты. Нидерланды проиграли, сделав множество ошибок и позволив сопернику загнать себя в угол». De Volkskrant отметила, что «команда Гуса Хиддинка доминировала на поле весь матч и одержала заслуженную победу».
Испанская Marca: «В безусловно лучшем на сегодня матче чемпионата великолепная российская команда полностью превзошла голландцев, которые после группового этапа считались главными претендентами на золото». Британская The Times отмечала силу россиян: «Невероятно энергичная и мотивированная команда Гуса Хиддинка послала голландцев в глубокий нокаут. Берегитесь, Италия и Испания: русские идут». Британская The Independent посчитала, что матч надолго останется в памяти болельщиков: «Те самые голландцы, которые на групповом этапе разгромили обоих финалистов прошедшего чемпионата мира, были полностью переиграны русскими. Сборная России провела фантастический матч, о котором будут вспоминать последующие поколения». Германская Süddeutsche Zeitung писала о стиле россиян, что «русские играли в более голландский футбол, чем сами голландцы. Копия оказалась искуснее оригинала». Германская Die Welt отметила трёх россиян: «Аршавин — настоящий ураган, мотор команды. Торбинский — один из самых скоростных игроков на нынешнем Euro. Жирков доказал, что он сильнейший левый защитник на турнире. Безусловно, эти трое — лучшие игроки встречи». Итальянская La Gazzetta dello Sport удивлялась игре голландцев: «Голландию вчера было не узнать. Ни игрового ритма, ни обороны. Сборная России же очень впечатлила своими физическими данными. К тому же подопечные Гуса Хиддинка не боялись рисковать, что незамедлительно сказалось на результате».

## Культурные аспекты
- Матчу посвящена песня «Шанс на победу» рэп-исполнителя RusKey, записанная совместно с группой «Смысловые галлюцинации».

## Прочие рекорды и достижения
- Весной 2016 года на одном из крупнейших российских спортивных порталов sports.ru был проведён опрос, какой матч считать лучшим в истории сборной России: в гостях против Франции в отборочном турнире чемпионата Европы 2000 года или против Нидерландов в 1/4 финала Евро-2008. В голосовании приняли участие более 12,5 тыс. человек, две трети из них признали лучшим матч против Нидерландов[6].
- Для сборной России это был первый в истории матч в плей-офф финальных турниров чемпионатов мира и Европы. Сборная же СССР свой последний матч плей-офф крупнейших турниров провела в финале чемпионата Европы 1988 года именно против сборной Нидерландов[78].
- Для сборной России/СССР это была всего лишь вторая в истории победа в дополнительное время на чемпионатах мира и Европы. Первая победа была одержана сборной СССР в финальном матче чемпионата Европы 1960 года над сборной Югославии — 2:1[78].
- Голкипер Эдвин ван дер Сар провёл свой 16-й матч в финальных стадиях чемпионатов Европы и догнал рекордсмена по этому показателю француза Лилиана Тюрама[79].
- В день матча болельщики в Базеле выпили около 500 000 литров пива, не считая того, что было привезено с собой. С учётом того, что количество болельщиков в городе в день игры оценивается в 100—180 тысяч, то на одного фаната пришлось в среднем не менее 3 литров пива[21].
- После матча в честь Гуса Хиддинка в российском городе Болотное в Новосибирской области был назван мальчик — Гус Евгеньевич[80].
- После поражения от сборной России голландцы выиграли подряд 8 матчей отборочного турнира чемпионата мира 2010 года, а затем и 6 матчей подряд в финальном турнире в ЮАР, уступив только в финале сборной Испании.